# Вів'єн Мерчант
Вів'єн Мерчант (англ. Vivien Merchant, також відома як Ада Бренд Томсон (англ. Ada Thompson; 22 липня 1929 — 3 жовтня 1982) — британська акторка, номінантка премії «Оскар» у 1977 році. Почала кінокар'єру в 1942 році і стала відомою завдяки драматичним ролям на сцені та в кіно. Грала в багатьох п'єсах Гарольда Пінтера.
Досягла значного успіху в період з 1950-х до 1970-х, вигравши телевізійну премію BAFTA за найкращу жіночу роль у 1964 році. За роль у фільмі «Алфі» (1966) вона була номінована на премію «Оскар» за найкращу жіночу роль другого плану та отримала премію BAFTA у номінації «Найбільш перспективний новачок». У 1967 році зіграла головну роль у бродвейській постановці Пінтера «Повернення додому» і отримала номінацію на премію «Тоні». Інші її фільми включають «Аварія» (1967), «Злочин» (1972), «Безумство» (1972), «Повернення додому» (1973) і «Служниці» (1975). 

## Життєпис
Ада Томпсон народилася в Манчестері 22 липня 1929 року. У 1956 році одружилася з драматургом Гарольдом Пінтером. Через два роки народила сина Деніела. 
Як акторка дебютувала в 1960 році у п'єсі чоловіка «Кімната», яка була поставлена у театрі Гампстід. Надалі вона ще неодноразово з'являлася у п'єсах чоловіка, у тому числі у «Поверненні додому» у 1965 році та в «Старих часах» у 1971 році.
Серед кіноролей Вів'єн Мерчант найбільш відомими стали Лілі в «Елфі» (1966), за яку вона була номінована на "Оскар" та «Золотий глобус», а також удостоєна премії BAFTA як «Найперспективніша акторка», Розалінд у «Нещасному випадку» (1967) і Місіс Оксфорд у «Безумстві» (1972).
Шлюб Мерчант почав розпадатися ще наприкінці 1960-х через роман чоловіка з журналісткою Джоан Беквелл, але розлучення було оформлене лише у 1980. Вів'єн Мерчант сильно страждала внаслідок цього, у неї розвинулися депресія та алкоголізм, який призвів до її смерті 3 жовтня 1982 року .

## Вибрана фільмографія
- 1966 — Елфі — Лілі
- 1967 — Нещасний випадок — Розалінд
- 1969 — Альфред Великий — Фреда
- 1972 — Під покровом чумацького лісу — Місіс П'ю
- 1972 — Образа — Морін Джонсон
- 1972 — Безумство — Місіс Оксфорд
- 1972 — Війна дітей — Нора Томелті (телесеріал)
- 1973 — Повернення додому — Рут
- 1974 — Служниці — Мадам
- 1977 — Людина в залізній масці (ТБ) — Королева Марія Терезія